# 楊管北
楊管北（1905年6月30日—1977年8月1日），名鍵，又名瑞祥，字管北。江蘇鎮江縣人，民國37年（1948年）在工礦東區當選第一屆立法委員。

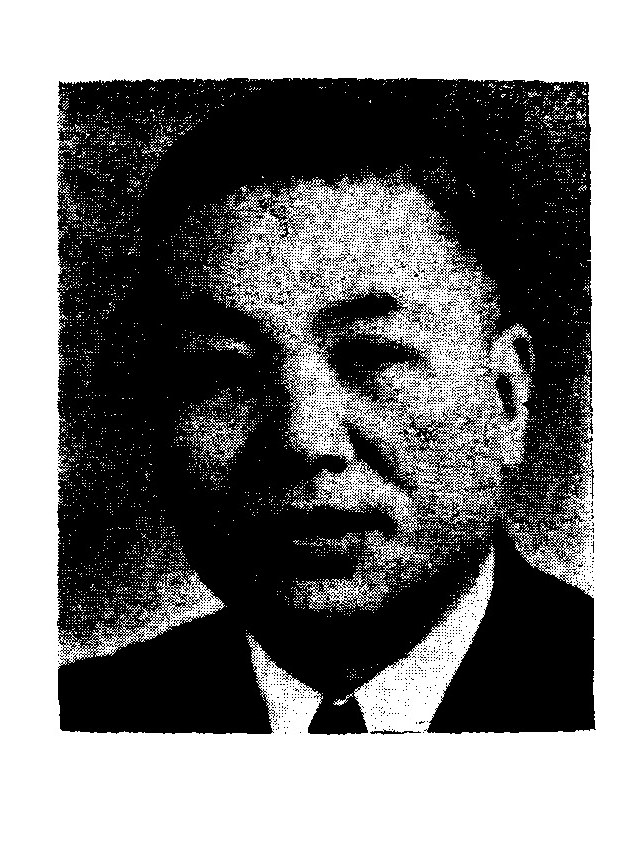

## 生平[2][3]
- 潤州中學、之江大學畢業
- 益祥輪船公司總經理
- 上海市總工會理事
- 上海市商會理事
- 中華民國船輪商業同業公會、全國聯合會、全國工業總會理事
- 上海市參議員
- 復興航業公司董事長
- 民國66年8月1日，楊管北先生病在醫院，颱風侵襲，醫院斷電，因而病故[4]